# Balchanski
Balchanski (del ruso: Бальчанский) es un jútor del raión de Pávlovskaya del krai de Krasnodar, en Rusia. Está situado frente a Obraztsovi, en la orilla izquierda del Chelbas, 19 km al suroeste de Pávlovskaya y 122 km al nordeste de Krasnodar, la capital del krai. Tenía 215 habitantes en 2010.
Pertenece al municipio Novoplastúnovskoye.